# Nave de batalla Ori
Una nave de batalla Ori es un modelo de nave espacial de batalla de la serie de televisión Stargate SG-1, destinada a la conquista intergaláctica emprendida por los Ori.

## Tecnología
Se conoce poco sobre la tecnología o capacidades de las naves Ori. 
El escudo que protege la nave es muy superior a todo lo visto, siendo eficaz al destruir una nave Ha'tak cuando está hacia un ataque suicida sin sufrir el más mínimo daño pero siendo ineficaz al proteger la nave del chorro de energía producido por una Supergate cuando es activada. Esta era la única forma conocida de destruir una de estas naves, hasta que los Asgard dotaron la nave Odisea de cañones de energía, además de otras Tecnologías avanzadas.
La nave de batalla parece tener un arma principal que puede destruir de un disparo un Ha'tak o un BC-304 anterior a las mejoras asgard y antiguas de 4. Además del cañón principal, la nave también está equipada con cañones de energía. Por otra parte cada nave cuenta con un número indefinido de pequeñas naves tipo caza que pueden destruir fácilmente un Al'kesh y que tienen la agilidad de los Planeadores de la muerte a la vez que aloja a cientos de soldados.
Se asume que tienen hipermotor ya que pueden moverse a lo largo de la galaxia e incluso fuera de ella, ya que en el episodio unending se puede apreciar como aparecieron en el espacio de orilla, en la galaxia ida, entrando en el hiperespacio. Aparte de ese momento cuando la nave entra en combate se produce una fluctuación en los escudos cada vez que el arma principal es disparada permitiendo el teletransporte de personas mediante los anillos pero que no sirve cuando se intentan transportar explosivos a bordo (al parecer los escudos ori protegen de los impactos en los dos sentidos, siendo más débil la parte interior que la exterior.
Las armas a bordo una Clase Aurora podrían ser efectivas efectivos pues en el Comando SG se especula con la posibilidad de defenderse utilizando los drones de la base Antártica.

## Diseño
De lo que ha sido nombrado, todas las naves Ori siguen un diseño normal. La sección interior de la nave es completamente hueca alrededor de lo que parece ser un dispositivo que brilla cuando se impulsa. Este probablemente es el dispositivo con el que impulsan las naves los Priores. 
Las naves Ori parecen ser más grandes que cualquiera Ta’uri/Jaffa/Asgard/Tok'ra, cada nave de batalla es comparable con el tamaño de por lo menos 4 Ha'taks pero posiblemente más. Esta, sin embargo, podría ser simplemente una cuestión de perspectiva. Basado en la extrapolación del tamaño relativo de un humano a uno de los nuevos bloques de la Supergate, una nave Ori podría tener 700-800 metros de ancho por 1000–1200 metros de alto.
El interior de la nave es bastante oscuro, con paredes metálicas, y amueblado de estilo antiguo.

## Primera aparición/batalla
Aparecieron por primera vez en el episodio Cruzada e invadieron la Vía Láctea en el episodio Camelot. Cuatro de las naves fueron las responsables de la mayoría de la destrucción Jaffa/Asgard/Humana/Tok'ra y de la Alianza Lucian. A bordo de una de ellas iba Vala Mal Doran, que estaba atrapada en la galaxia Ori.
Segundos antes de la destrucción del Korelev, Daniel Jackson pudo teletransportarse a bordo de la nave en que se encontraba Vala usando los anillos.
Después del nacimiento de Ádria, la hija de Vala a causa de los Ori, esta es separada de su madre y alojada en otra habitación de la nave. Cuando reaparece es ya una chiquilla de pocos años y posteriormente tiene el aspecto de una joven cuando Vala y Jackson intentan raptarla sin éxito, pero pudiendo escapar éstos gracias a que fueron teletransportados por el Odissey fuera de la nave, que al estar apostada en Chulak tenía los escudos bajados, no se sabe por qué no se intentó transportar un arma nuclear a bordo en ese momento.
Posteriormente se sabe que varios mundos, incluidas varias fortalezas Jaffa, han caído bajo la flota liderada por Adria, siendo ya esta una mujer con grandes poderes.
En el tercer episodio de la 10.ª temporada una de las naves es destruida por el chorro de energía provocado por la Supergate, al iniciarse el agujero de gusano desde la galaxia Pegasus, estando la nave en la trayectoria de este.
- Datos: Q3553321